# 福沢博文
福沢 博文（ふくざわ ひろふみ、1970年2月7日 - ）は、日本の俳優、スタントマン、アクションコーディネイター。レッド・エンタテインメント・デリヴァー所属。主にスーパー戦隊シリーズのスーツアクターとして活躍。長野県出身。
夫人はジャパンアクションエンタープライズ所属の神尾直子（2002年に結婚）。

## 人物
小学生のころ、『太陽戦隊サンバルカン』のバック転が友人の間で流行したことがきっかけで、中学生の時に体操部に入部する。またジャッキー・チェンにもはまっていた。
アクション俳優を目指し、高校卒業後すぐ大野剣友会に所属。
デビュー作は、テレビ番組『ギミア・ぶれいく』のドラマ『インスマスを覆う影』（1992年）の佐野史郎の吹き替え。スーツアクターとしてのデビュー作は『超獣戦隊ライブマン』アトラクションショーのジンマー兵役。初めての特撮現場は、『高速戦隊ターボレンジャー』の戦闘員役であった。『ターボレンジャー』への出演がきっかけでレッドアクションクラブに入る。
1990年代は、戦闘員役や怪人役を経て、『激走戦隊カーレンジャー』より幹部や首領など悪役レギュラー全般で活動していたが、『未来戦隊タイムレンジャーVSゴーゴーファイブ』の撮影中にアクション監督の竹田道弘からの誘いを受けて2001年の『百獣戦隊ガオレンジャー』でレッド役を演じることとなり、それ以降多くの戦隊でレッド役やレギュラーキャラクターを担当することとなった。
1999年公開の『ガメラ3 邪神覚醒』では、ガメラのスーツアクターを担当している。
『特命戦隊ゴーバスターズ』からは、石垣広文の後を受けスーパー戦隊シリーズや仮面ライダーシリーズでメインのアクション監督としても携わっている。それと同時に作品に顔出しで出演したり、劇場版で旧戦隊のスーツアクターを担当することもある。

## エピソード
アクションの世界にはデビュー前から興味を持っていた。『獣拳戦隊ゲキレンジャー』でゲキレッドのスーツアクターを担当した際、『カンフーは大好きだったが、いざ自分でやってみると技の種類を知らなさすぎた』とコメントするなど悔いがあり、後年アクション監督に転じた後は『ゲキレンジャー』の時に得た教訓を活かしている。
アクション監督としては、子供番組でありながらバイオレンス寄りの描写に振ってしまうことを自身の反省点として述べている。子供が真似をするとの懸念から自粛しているが、『烈車戦隊トッキュウジャー』ではトッキュウ5号が敵を小さくして潰すという描写を取り入れたという。
自身が演じた戦隊レッドの中では、『ゲキレンジャー』のゲキレッドが最も第一印象でのインパクトがあり、ベルトのないデザインのため体型のラインが出てしまうことを危惧した。武器の中では『侍戦隊シンケンジャー』の烈火大斬刀が思い出深いと語っている。

## 出演

### テレビドラマ
- スーパー戦隊シリーズ
  - 高速戦隊ターボレンジャー（1989年 - 1990年） - ウーラー兵[7][3][5]
  - 地球戦隊ファイブマン（1990年 - 1991年） - バツラー兵[3]
  - 鳥人戦隊ジェットマン（1991年 - 1992年） - グリナム兵[10]
  - 恐竜戦隊ジュウレンジャー（1992年 - 1993年） - ゴーレム兵[11]
  - 五星戦隊ダイレンジャー（1993年 - 1994年） - 龍星王（代役）[3]、コットポトロ[12]、主審（第18話） 他
  - 忍者戦隊カクレンジャー（1994年 - 1995年）
  - 超力戦隊オーレンジャー（1995年 - 1996年） - マシン獣[13]
  - 激走戦隊カーレンジャー（1996年 - 1997年） - 副長ゼルモダ[14][3]、暴走皇帝エグゾス[14][3]、ノリシロン-12[14]、ボーゾック怪人[3]
  - 電磁戦隊メガレンジャー（1997年 - 1998年）
  - 星獣戦隊ギンガマン（1998年 - 1999年） - 剣将ブドー[1][3][5]、闇商人ビズネラ[1][3]
  - 救急戦隊ゴーゴーファイブ（1999年 - 2000年） - 獣男爵コボルダ[1][3][5]
  - 未来戦隊タイムレンジャー（2000年 - 2001年）
  - 百獣戦隊ガオレンジャー（2001年 - 2002年） - ガオレッド[1][3][5]、ガオマッスル[1]、ガオハンター[1]、桜場医院の夫婦客の夫 役
  - 忍風戦隊ハリケンジャー（2002年 - 2003年） - ハリケンレッド[1][5]、轟雷神[1]、鷹介のバイト仲間 役
  - 爆竜戦隊アバレンジャー（2003年 - 2004年） - アバレッド[1][5][15]、アバレマックス[15]、キラーオー[1]
  - 特捜戦隊デカレンジャー（2004年 - 2005年） - デカレッド[1][3][5]、デカベースロボ[1]、デカマスター（第13話の一部のシーン）[3]、ギョク・ロウ[16]
  - 魔法戦隊マジレンジャー（2005年 - 2006年） - マジグリーン[1][3][5]、マジレッド（第1話・第2話代役）[2]、マジタウロス[1]、天空聖者ルナジェル[1]、冥府神ティターン（メイン）[17][18]
  - 轟轟戦隊ボウケンジャー（2006年 - 2007年） - ボウケンレッド[1][3][5]、ダイタンケン[1]
  - 獣拳戦隊ゲキレンジャー（2007年 - 2008年） - ゲキレッド[1][3][5]
  - 炎神戦隊ゴーオンジャー（2008年 - 2009年） - ゴーオンレッド[1][3]、ハツデンバンキ（走輔）[19]
  - 侍戦隊シンケンジャー（2009年 - 2010年） - シンケンレッド[1][3][5]、ナナシ連中[20]
  - 天装戦隊ゴセイジャー（2010年 - 2011年） - ゴセイブルー[1][3][5]
  - 海賊戦隊ゴーカイジャー（2011年 - 2012年） - ゴーカイレッド[1][3][5]、ゴセイブルー（第1話）[2]、ハリケンレッド（椎名鷹介）[21]、ゴーミン[22]
  - 特命戦隊ゴーバスターズ（2012年 - 2013年） - レッドバスター（一度だけ）[23]
  - 動物戦隊ジュウオウジャー（2016年） - ゴーカイレッド[24]
  - 暴太郎戦隊ドンブラザーズ（2022年） - トレーナー[25]
  - 爆上戦隊ブンブンジャー（2024年） - ゴーオンレッド[26]
- ギミア・ぶれいく「インスマスを覆う影」（1992年） - 佐野史郎吹き替え
- メタルヒーローシリーズ
  - 特捜エクシードラフト（1992年 - 1993年）
  - 特捜ロボジャンパーソン（1993年 - 1994年）
  - ブルースワット（1994年 - 1995年）
  - 重甲ビーファイター（1995年 - 1996年） - 怪人[3][5]
  - ビーロボカブタック（1997年 - 1998年） - スパイドンSモード[27][3]
- 西遊記（1994年） - 第12話ゲスト
- 美少女仮面ポワトリン（1990年） - 第19話ゲスト
- 超光戦士シャンゼリオン（1996年）
- 闇のパープル・アイ（1996年）
- 世にも奇妙な物語（1997年）
- ボイスラッガー（1999年） - 第8話ゲスト
- 燃えろ!!ロボコン（1999年 - 2000年） - ガンツ先生
- 鉄甲機ミカヅキ（2000年 - 2001年） - シンゲツ
- 仮面ライダーシリーズ
  - 仮面ライダークウガ（2000年 - 2001年） - グロンギ怪人（メイン）[1][3][5][注釈 1]
  - 仮面ライダー555（2003年 - 2004年）
  - 仮面ライダーカブト（2006年 - 2007年）
  - 仮面ライダーキバ（2008年 - 2009年）
  - 仮面ライダーディケイド（2009年） - シンケンレッド[20]
  - 仮面ライダーオーズ/OOO（2010年 - 2011年）

### 映画
- TARO! MOMOTARO IN TROUBLE（1991年）
- JINGI 仁義（1991年） - 竹内力吹き替え
- 人造人間ハカイダー（1995年）
- タオの月（1997年） - 阿部寛吹き替え
- らせん（1998年）
- ガメラ3 邪神覚醒（1999年） - ガメラ[1][3]、電話ボックスから飛ばされる男
- 海賊戦隊ゴーカイジャーVS宇宙刑事ギャバン THE MOVIE（2012年） - ゴーカイレッド[32]
- イン・ザ・ヒーロー（2014年） - 忍者
- スーパー戦隊シリーズ
  - 劇場版 超力戦隊オーレンジャー（1995年） - マシン獣[3]
  - 劇場版 百獣戦隊ガオレンジャー 火の山、吼える（2001年） - ガオレッド[1]、ガオマッスル[1]
  - 忍風戦隊ハリケンジャー シュシュッと THE MOVIE（2002年） - ハリケンレッド[1]、轟雷神[1]
  - 爆竜戦隊アバレンジャー DELUXE アバレサマーはキンキン中!（2003年） - アバレッド[1]、キラーオー[1]
  - 特捜戦隊デカレンジャー THE MOVIE フルブラスト・アクション（2004年） - デカレッド[1]、デカベースロボ[1]
  - 魔法戦隊マジレンジャー THE MOVIE インフェルシアの花嫁（2005年） - マジグリーン[1]、マジタウロス[1] 他[1]
  - 轟轟戦隊ボウケンジャー THE MOVIE 最強のプレシャス（2006年） - ボウケンレッド[1]、ダイタンケン[1]
  - 電影版 獣拳戦隊ゲキレンジャー ネイネイ!ホウホウ!香港大決戦（2007年） - ゲキレッド[1]
  - 炎神戦隊ゴーオンジャー BUNBUN!BANBAN!劇場BANG!!（2008年） - ゴーオンレッド[1]
  - 劇場版 炎神戦隊ゴーオンジャーVSゲキレンジャー（2009年） - ゴーオンレッド[1]、ゲキレッド[1]
  - 侍戦隊シンケンジャー 銀幕版 天下分け目の戦（2009年） - シンケンレッド[33]
  - 侍戦隊シンケンジャーVSゴーオンジャー 銀幕BANG!!（2010年） - シンケンレッド[1][34]、ゴーオンレッド[34]
  - 天装戦隊ゴセイジャー エピックON THEムービー（2010年） - ゴセイブルー[1]
  - 天装戦隊ゴセイジャーVSシンケンジャー エピックon銀幕（2011年） - ゴセイブルー[35]、シンケンレッド[35]、外道シンケンレッド[35]
  - ゴーカイジャー ゴセイジャー スーパー戦隊199ヒーロー大決戦（2011年） - ゴーカイレッド[36] 他[1]
  - 海賊戦隊ゴーカイジャー THE MOVIE 空飛ぶ幽霊船（2011年） - ゴーカイレッド[1][37]
  - 特命戦隊ゴーバスターズVS海賊戦隊ゴーカイジャー THE MOVIE（2013年） - ゴーカイレッド[38][3]
  - 獣電戦隊キョウリュウジャーVSゴーバスターズ 恐竜大決戦! さらば永遠の友よ（2014年） - アバレッド[38]
  - 機界戦隊ゼンカイジャー THE MOVIE 赤い戦い! オール戦隊大集会!!（2021年） - ゴーカイレッド[39]
- 仮面ライダーシリーズ
  - 劇場版 仮面ライダー剣 MISSING ACE（2004年）
  - 劇場版 超・仮面ライダー電王&ディケイド NEOジェネレーションズ 鬼ヶ島の戦艦（2009年）
  - 劇場版 仮面ライダーディケイド オールライダー対大ショッカー（2009年）
  - 仮面ライダー×仮面ライダー×仮面ライダー THE MOVIE 超・電王トリロジー EPISODE YELLOW お宝DEエンド・パイレーツ（2010年）

### Vシネマ
- 女バトルコップ（1990年）[5]
- ウルトラマンVS仮面ライダー（1993年） - ウルトラマン（代役）[3]
- スーパー戦隊シリーズ
  - 超力戦隊オーレンジャー オーレVSカクレンジャー（1996年）
  - 激走戦隊カーレンジャーVSオーレンジャー（1997年）
  - 星獣戦隊ギンガマンVSメガレンジャー（1999年）
  - 救急戦隊ゴーゴーファイブ 激突!新たなる超戦士（1999年）
  - 救急戦隊ゴーゴーファイブVSギンガマン（2000年）
  - 未来戦隊タイムレンジャーVSゴーゴーファイブ（2001年）[3]
  - 百獣戦隊ガオレンジャーVSスーパー戦隊（2001年）- ガオレッド[40]、ギンガブルー[41]
  - 忍風戦隊ハリケンジャーVSガオレンジャー（2003年）
  - 爆竜戦隊アバレンジャーVSハリケンジャー（2004年）
  - 特捜戦隊デカレンジャー スーパービデオ 超必殺わざ勝負!デカレッドVSデカブレイク（2004年）
  - 特捜戦隊デカレンジャーVSアバレンジャー（2005年）
  - 魔法戦隊マジレンジャーVSデカレンジャー（2006年） - マジグリーン[1]、デカレッド[1]
  - 轟轟戦隊ボウケンジャーVSスーパー戦隊（2007年） - ボウケンレッド[1]
  - 獣拳戦隊ゲキレンジャー スペシャルDVD ギュンギュン!拳聖大運動会（2007年）
  - 獣拳戦隊ゲキレンジャーVSボウケンジャー（2008年） - ゲキレッド[1]、ボウケンレッド[1]
  - 炎神戦隊ゴーオンジャー BONBON!BONBON!ネットでBONG!!（2008年）
  - 炎神戦隊ゴーオンジャースペシャルDVD ゼミナールだよ!全員GO-ON!（2008年）
  - 侍戦隊シンケンジャー スペシャルDVD 光侍驚変身（2009年）
  - 帰ってきた侍戦隊シンケンジャー 特別幕（2010年） - シンケンレッド[20]
  - 帰ってきた天装戦隊ゴセイジャー last epic（2011年） - ゴセイブルー[42]
  - 海賊戦隊ゴーカイジャー キンキンに!ド派手に行くぜ!36段ゴーカイチェンジ!!（2011年）
  - 特捜戦隊デカレンジャー 10 YEARS AFTER（2015年） - デカレッド[43]
  - テン・ゴーカイジャー（2021年） - ゴーカイレッド[44]
  - 特捜戦隊デカレンジャー 20th ファイヤーボール・ブースター（2024年） - デカレッド[45][46]、シン・ネオデカベースの隊員[47]
- ビーロボカブタック クリスマス大決戦!!（1997年）
- GAMERA1999（1999年）
- 漂流街 THE HAZARD CITY（2000年）
- D（2000年） - コンバットスーツ[1]
- 萌えよ!ドラゴンガールズ（2004年）
- 仮面ライダーW RETURNS 仮面ライダーアクセル（2011年）
- 仮面ライダーガッチャード GRADUATIONS（2025年） - 結婚式参加者 役[48]

### ゲーム
- メタルギアソリッド（1998年） - モーションアクター
  - メタルギアソリッド2（2001年） - モーションアクター
- バイオハザード CODE:Veronica（2000年） - モーションアクター
- 仮面ライダー龍騎（2002年） - モーションアクター

### 舞台
- アリババと40人の盗賊

### 後楽園遊園地ヒーローショー
- 地球戦隊ファイブマン（1990年） - ファイヤー[3]
- 五星戦隊ダイレンジャー 集結せよ！無敵パワーの戦士たち（1993年7月3日 - 9月26日）
- 五星戦隊ダイレンジャー 決戦！6000年戦争（1993年10月2日 - 11月28日）
- スーパーヒーロー大集合（1993年12月10日 - 1994年2月27日）

### イベント
- JAE NAKED LIVE「がんばろう 日本！」（2011年） - ゲスト出演
- JAE "春"プレミアムイベント ～Jump Up!～（2016年） - ゲスト出演
- 超クウガ展（2025年） - ン・ダグバ・ゼバ（スチール）[4]

### Webドラマ
- リバイスレガシー 仮面ライダーベイル（2022年） - 純平の両親[49]
- 特捜戦隊デカレンジャーwithトンボオージャー（2024年） - ドギー・クルーガー[50]

## スタッフ

### テレビドラマ（スタッフ）

#### アクション監督（テレビドラマ）
- 特命戦隊ゴーバスターズ（2012年 - 2013年）
- 獣電戦隊キョウリュウジャー（2013年 - 2014年）
- 烈車戦隊トッキュウジャー（2014年 - 2015年）
- 手裏剣戦隊ニンニンジャー（2015年 - 2016年）
- 動物戦隊ジュウオウジャー（2016年 - 2017年）
- 宇宙戦隊キュウレンジャー（2017年 - 2018年）
- 快盗戦隊ルパンレンジャーVS警察戦隊パトレンジャー（2018年 - 2019年）
- 騎士竜戦隊リュウソウジャー（2019年 - 2020年）
- 魔進戦隊キラメイジャー（2020年 - 2021年）[51]
- 機界戦隊ゼンカイジャー（2021年 - 2022年）[52]
- 仮面ライダーセイバー 特別章（2021年）
- 暴太郎戦隊ドンブラザーズ（2022年 - 2023年）[53]
- 仮面ライダーガッチャード（2023年 - 2024年）[54]
- ナンバーワン戦隊ゴジュウジャー（2025年 - ）[55]

#### 監督（テレビドラマ）
- 仮面ライダーギーツ（2023年）[56]
- 仮面ライダーガッチャード（2023年）[57]

### テレビスペシャル（すべてアクション監督）
- 烈車戦隊トッキュウジャーVS仮面ライダー鎧武 春休み合体スペシャル（2014年）※共同
- 手裏剣戦隊ニンニンジャーVS仮面ライダードライブ 春休み合体1時間スペシャル（2015年）※共同
- 4週連続スペシャル スーパー戦隊最強バトル!!（2019年）※『騎士竜戦隊リュウソウジャー』協力

### CM
- 損保ジャパン　ビジネスマスター・プラス2023編（2023年）ポージング指導、アクション監修[58][59]

### 映画（スタッフ）
特記のないものはすべてアクション監督としての参加。
- スーパー戦隊シリーズ
  - 特命戦隊ゴーバスターズ THE MOVIE 東京エネタワーを守れ!（2012年）
  - 特命戦隊ゴーバスターズVS海賊戦隊ゴーカイジャー THE MOVIE（2013年）
  - 劇場版 獣電戦隊キョウリュウジャー ガブリンチョ・オブ・ミュージック（2013年）
  - 獣電戦隊キョウリュウジャーVSゴーバスターズ 恐竜大決戦! さらば永遠の友よ（2014年）
  - 烈車戦隊トッキュウジャー THE MOVIE ギャラクシーラインSOS（2014年）
  - 烈車戦隊トッキュウジャーVSキョウリュウジャー THE MOVIE（2015年）
  - 手裏剣戦隊ニンニンジャー THE MOVIE 恐竜殿さまアッパレ忍法帖!（2015年）
  - 手裏剣戦隊ニンニンジャーVSトッキュウジャー THE MOVIE 忍者・イン・ワンダーランド（2016年）
  - 劇場版 動物戦隊ジュウオウジャー ドキドキサーカスパニック!（2016年）
  - 劇場版 動物戦隊ジュウオウジャーVSニンニンジャー 未来からのメッセージ from スーパー戦隊 （2017年）
  - 宇宙戦隊キュウレンジャー THE MOVIE ゲース・インダベーの逆襲（2017年）
  - 快盗戦隊ルパンレンジャーVS警察戦隊パトレンジャー en film（2018年）
  - 騎士竜戦隊リュウソウジャー THE MOVIE タイムスリップ!恐竜パニック!!（2019年）
  - 魔進戦隊キラメイジャー エピソードZERO（2020年）
  - 機界戦隊ゼンカイジャー THE MOVIE 赤い戦い! オール戦隊大集会!!（2021年）
  - ナンバーワン戦隊ゴジュウジャー 復活のテガソード（2025年）
- スーパーヒーロー大戦シリーズ
  - 仮面ライダー×スーパー戦隊 スーパーヒーロー大戦（2012年） - アクション監督補佐
  - 仮面ライダー×スーパー戦隊×宇宙刑事 スーパーヒーロー大戦Z（2013年） - アクション監督補佐
  - 平成ライダー対昭和ライダー 仮面ライダー大戦 feat.スーパー戦隊（2014年） - アクション監督補佐
  - スーパーヒーロー大戦GP 仮面ライダー3号（2015年） - 戦隊パートアクション監督
  - 仮面ライダー×スーパー戦隊 超スーパーヒーロー大戦（2017年） - 協力アクション監督
- セイバー+ゼンカイジャー スーパーヒーロー戦記（2021年） - アクション監督補
- 仮面ライダーシリーズ
  - 映画 仮面ライダーギーツ 4人のエースと黒狐（2023年） - 『仮面ライダーガッチャード』アクション演出協力
  - 仮面ライダー THE WINTER MOVIE ガッチャード&ギーツ 最強ケミー★ガッチャ大作戦（2023年）- アクション監修
  - 仮面ライダーガッチャード ザ・フューチャー・デイブレイク（2024年）

### Vシネマ（すべてアクション監督）
- 特命戦隊ゴーバスターズVSビートバスターVS J（2012年）
- 帰ってきた特命戦隊ゴーバスターズVS動物戦隊ゴーバスターズ（2013年）
- 獣電戦隊キョウリュウジャー でたァ〜ッ!まなつのアームド・オンまつり!!（2013年）
- 烈車戦隊トッキュウジャー さらばチケットくん! 荒野の超トッキュウバトル!!（2014年）
- 手裏剣戦隊ニンニンジャー アカニンジャーVSスターニンジャー百忍バトル!（2015年）
- 動物戦隊ジュウオウジャー スーパー動物大戦（2016年）
- 暴太郎戦隊ドンブラザーズVSゼンカイジャー（2023年）
- 特捜戦隊デカレンジャー 20th ファイヤーボール・ブースター（2024年）[45]
- 仮面ライダーガッチャード GRADUATIONS（2025年）

### Webドラマ（スタッフ）

#### アクション監督（Webドラマ）
- 機界戦隊ゼンカイジャー スピンオフ ゼンカイレッド大紹介！（2021年）
- 「暴太郎戦隊ドンブラザーズ」meets「仮面ライダー電王」目指せ！ドン王（2022年）[60]
- 仮面ライダーゲンムズ スマートブレインと1000%のクライシス（2022年）
- 仮面ライダーアウトサイダーズ （ep.0, 3, 4）（2022年 - 2023年）
- 損保ジャパン　ビジネスマスター・プラス2023編（2023年）ポージング指導、アクション監修[61]
- 冥黒の黙示録 ラケシス（2025年）

#### 監督（Webドラマ）
- 暴太郎戦隊ドンブラザーズVS暴太郎戦隊ドンブリーズ（2023年）[62][注釈 2]